# Grobowiec Muryeonga

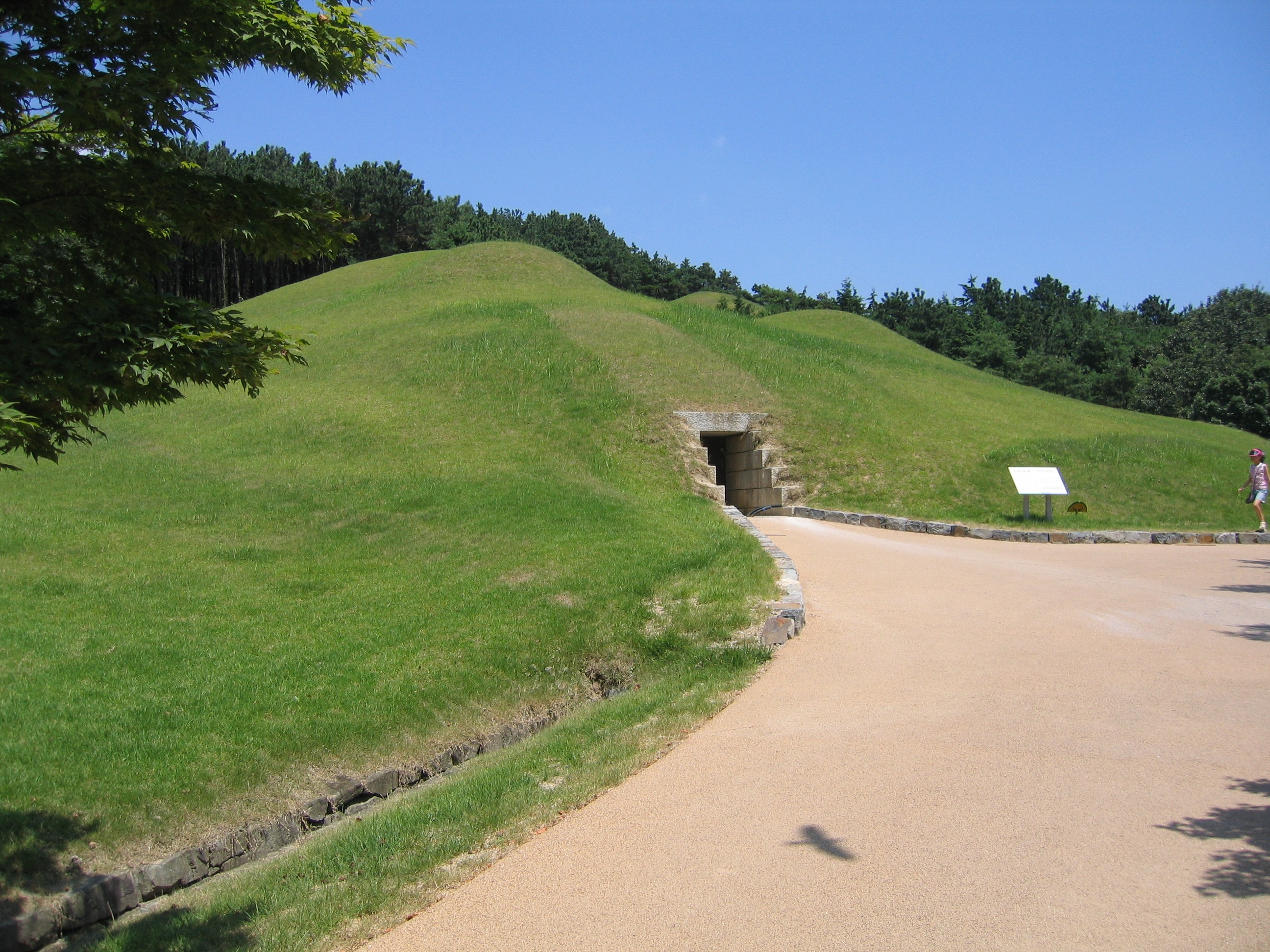
Widok grobowca

Grobowiec Muryeonga – grobowiec władcy koreańskiego państwa Baekje, Muryeonga (pan. 501-523), znajdujący się w Gongju w Korei Południowej.
Grobowiec został odkryty przypadkowo w 1971 roku. Budowla wzorowana jest na chińskich grobowcach z okresu Sześciu Dynastii. Składa się ze wzniesionej z ozdobionych motywem lotosu cegieł prostokątnej komory grobowej o łukowatym sklepieniu, nakrytej niewielkim kopcem ziemnym. Do komnaty prowadzi wychodzący na stronę południową korytarz, w ścianach którego znajdują się nisze z lampami. Wewnątrz złożono ciało 62-letniego króla i jego około 30-letniej żony. Wyryte w kamieniu epitafium podaje dokładną datę pochówku: 14 września 525 roku Bogate wyposażenie grobowe zawiera kilka tysięcy przedmiotów wykonanych ze złota, srebra, drewna, kamienia, nefrytu i szkła, m.in. monety, buty, nakrycia głowy, bransolety, kolczyki, broń, naczynia.

## Elementy wyposażenia grobowego

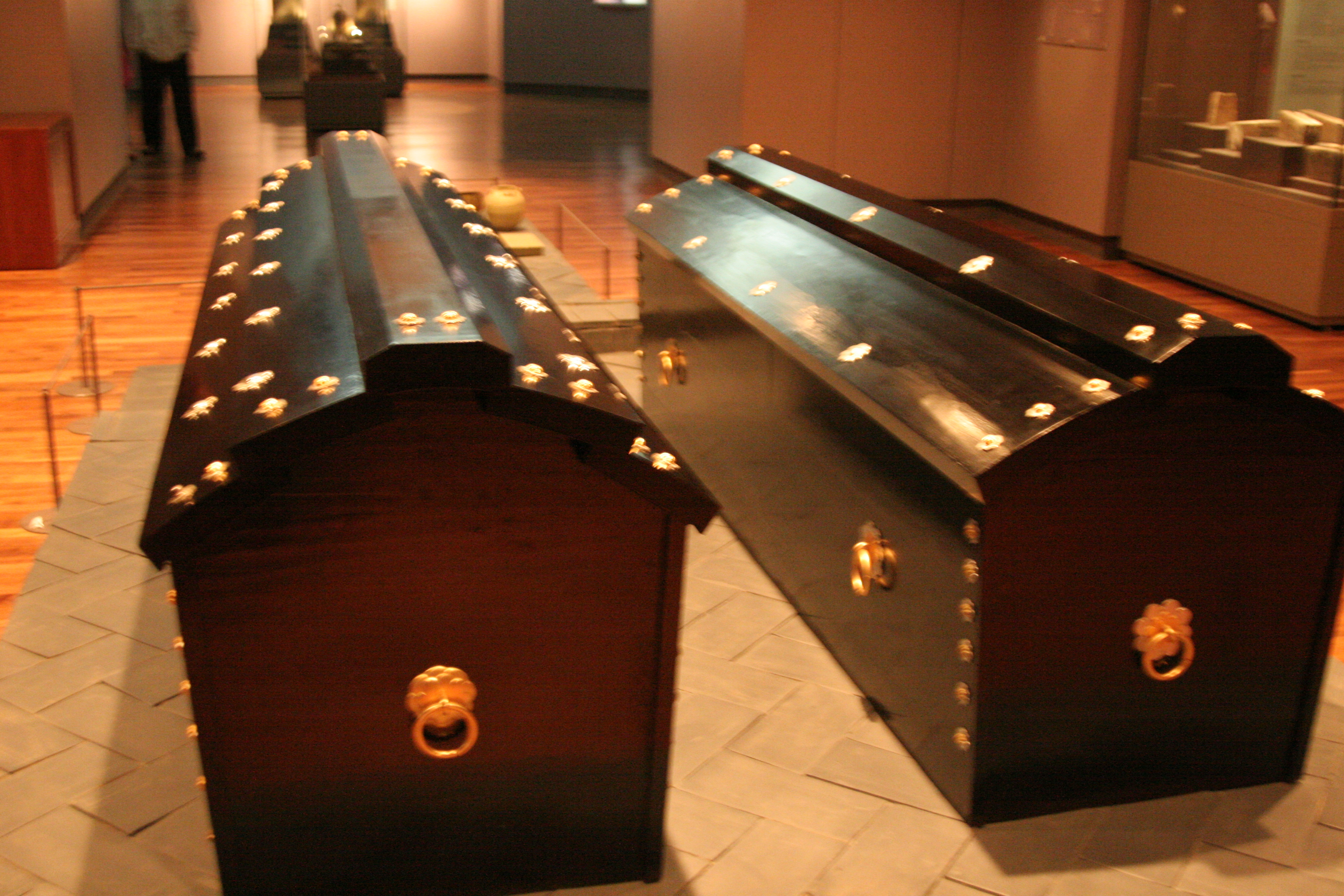
Trumny Muryeonga i jego żony
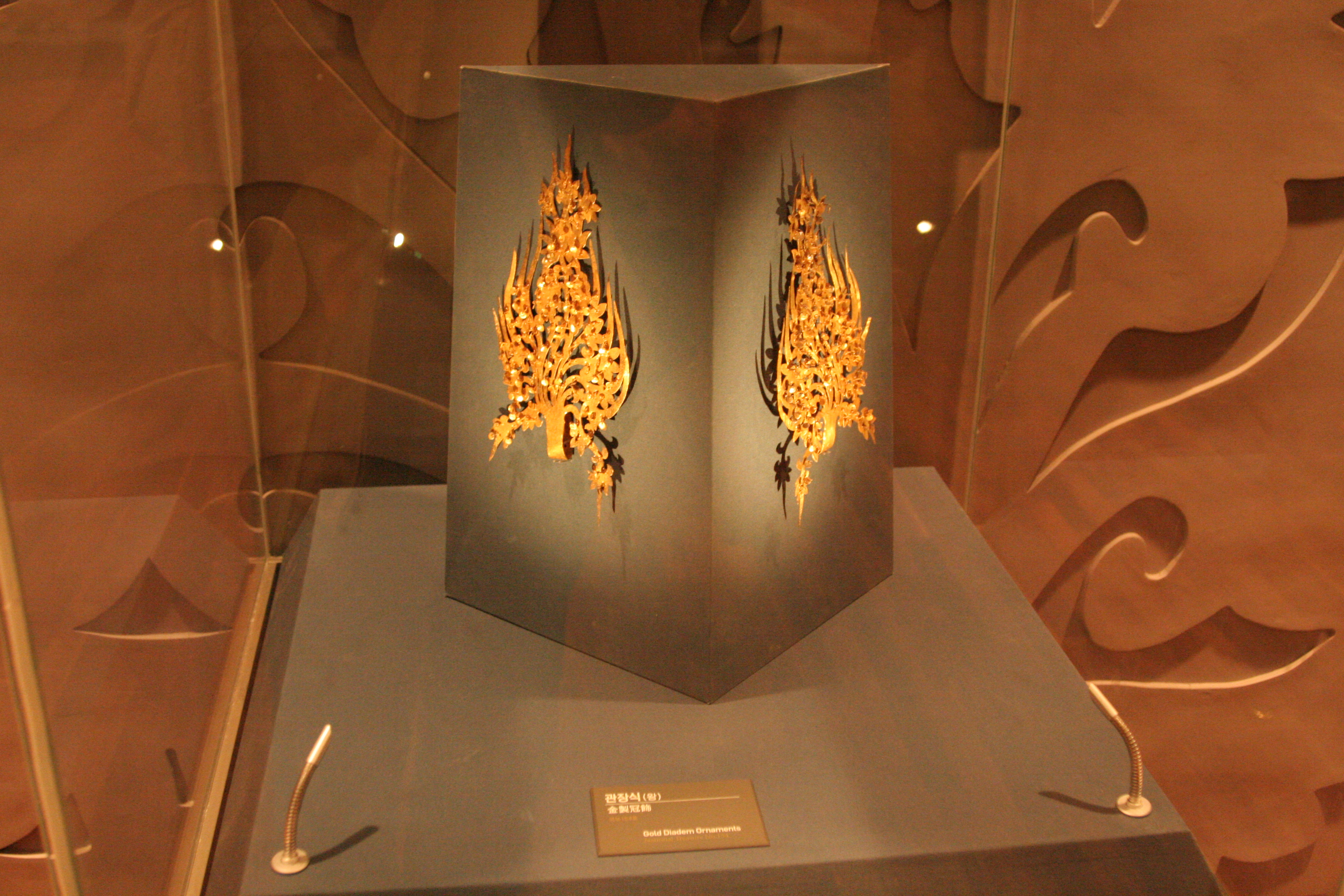
Ornamenty z diademu królewskiego
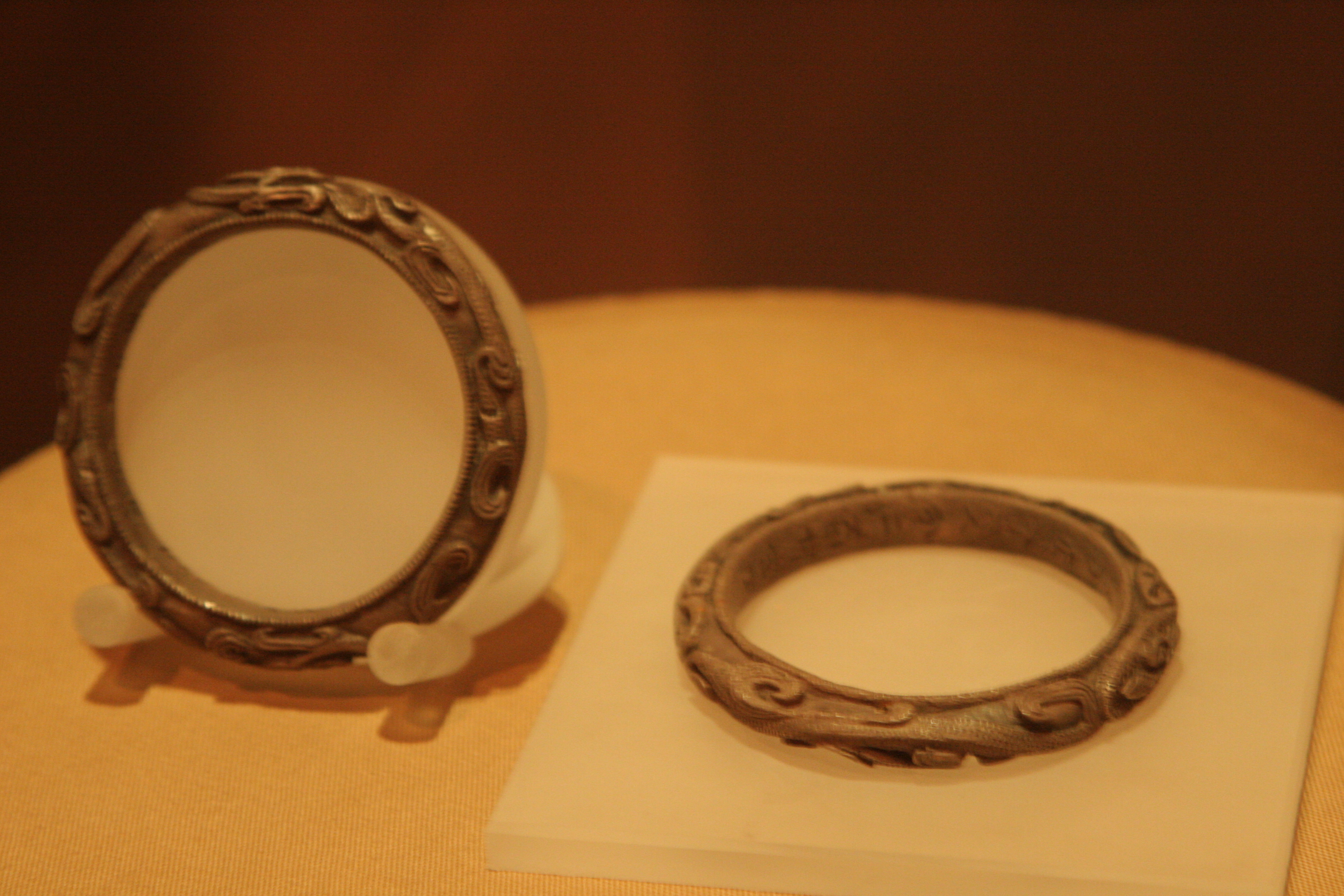
Bransolety
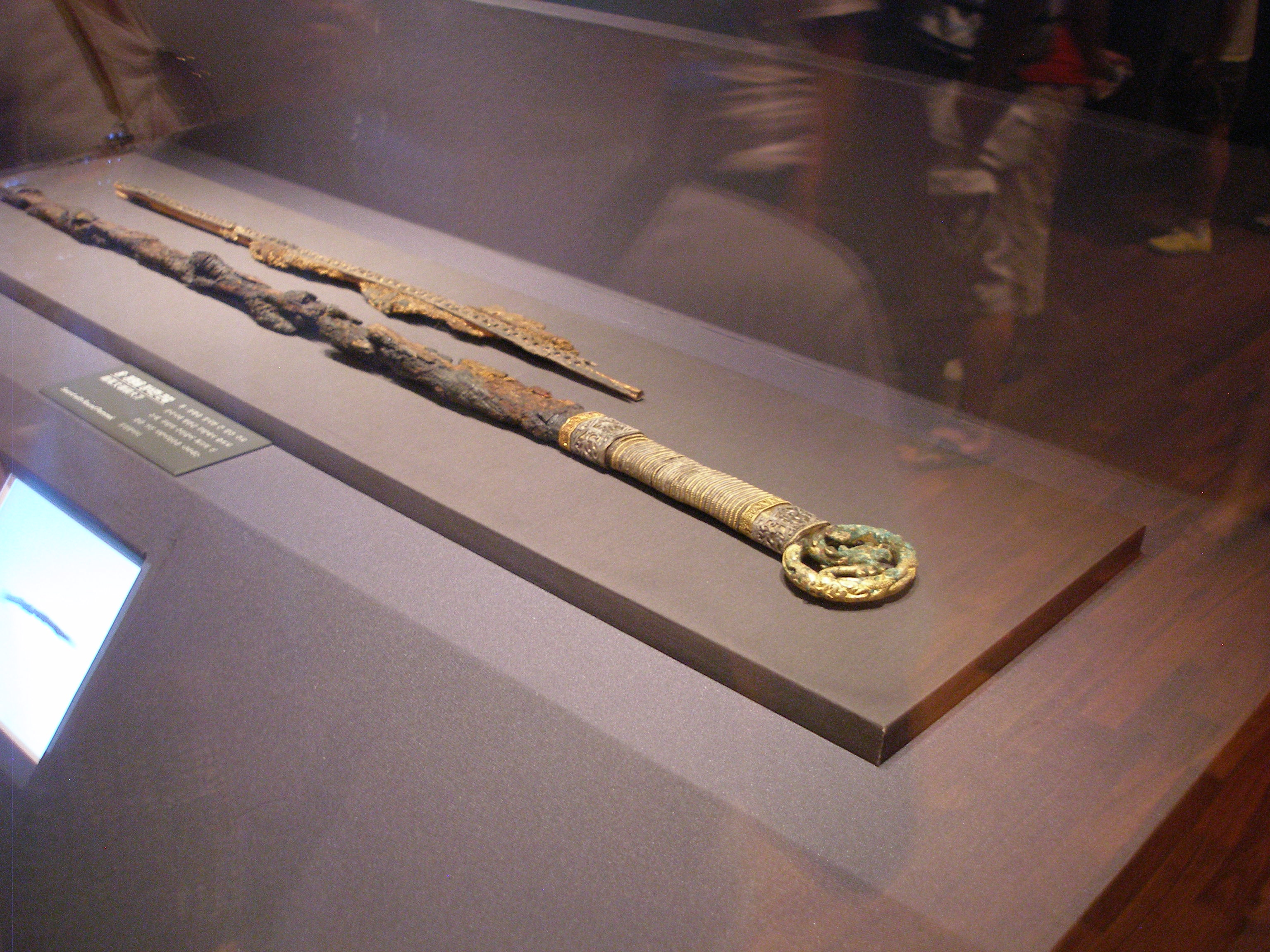
Miecz
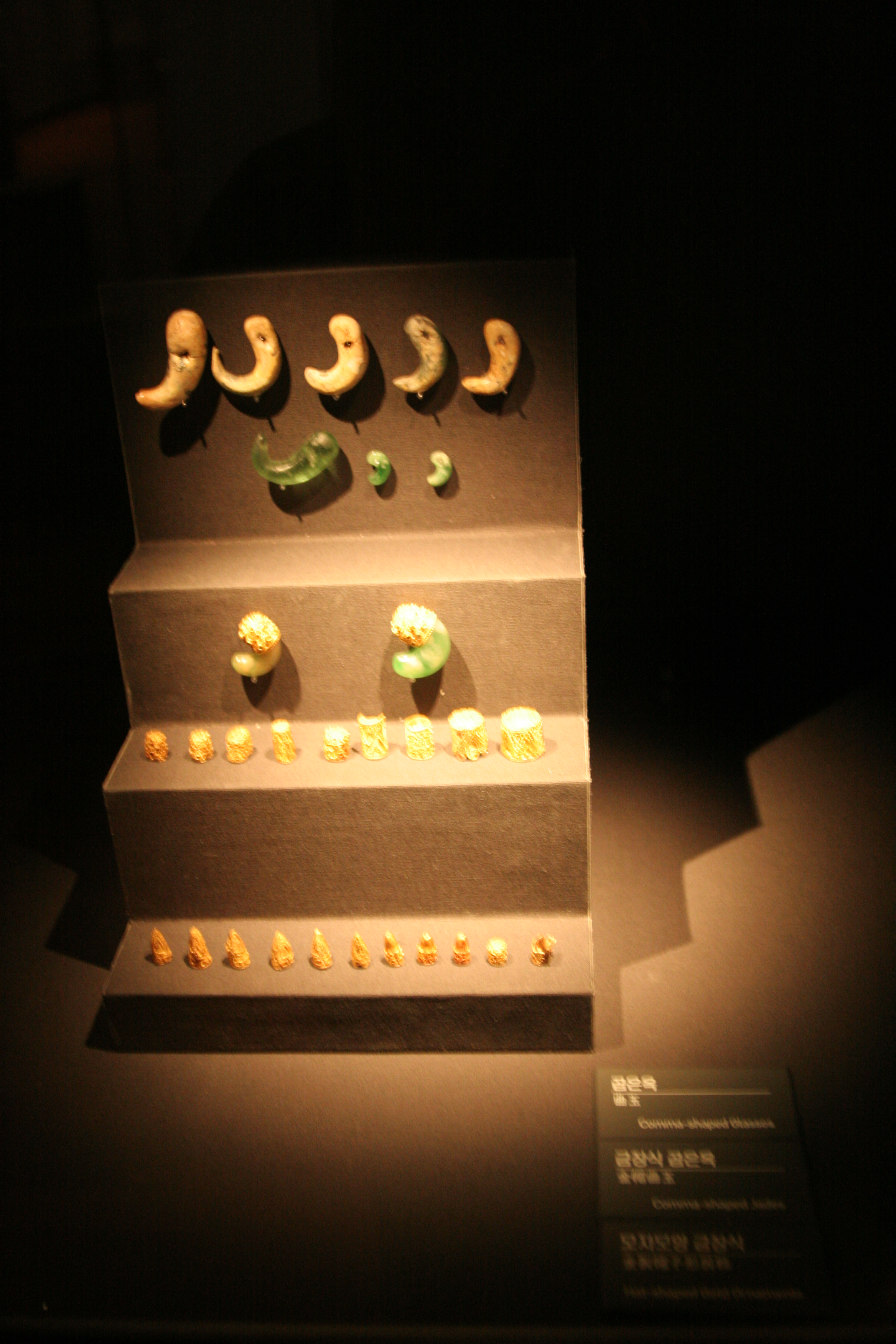
Ozdoby nefrytowe
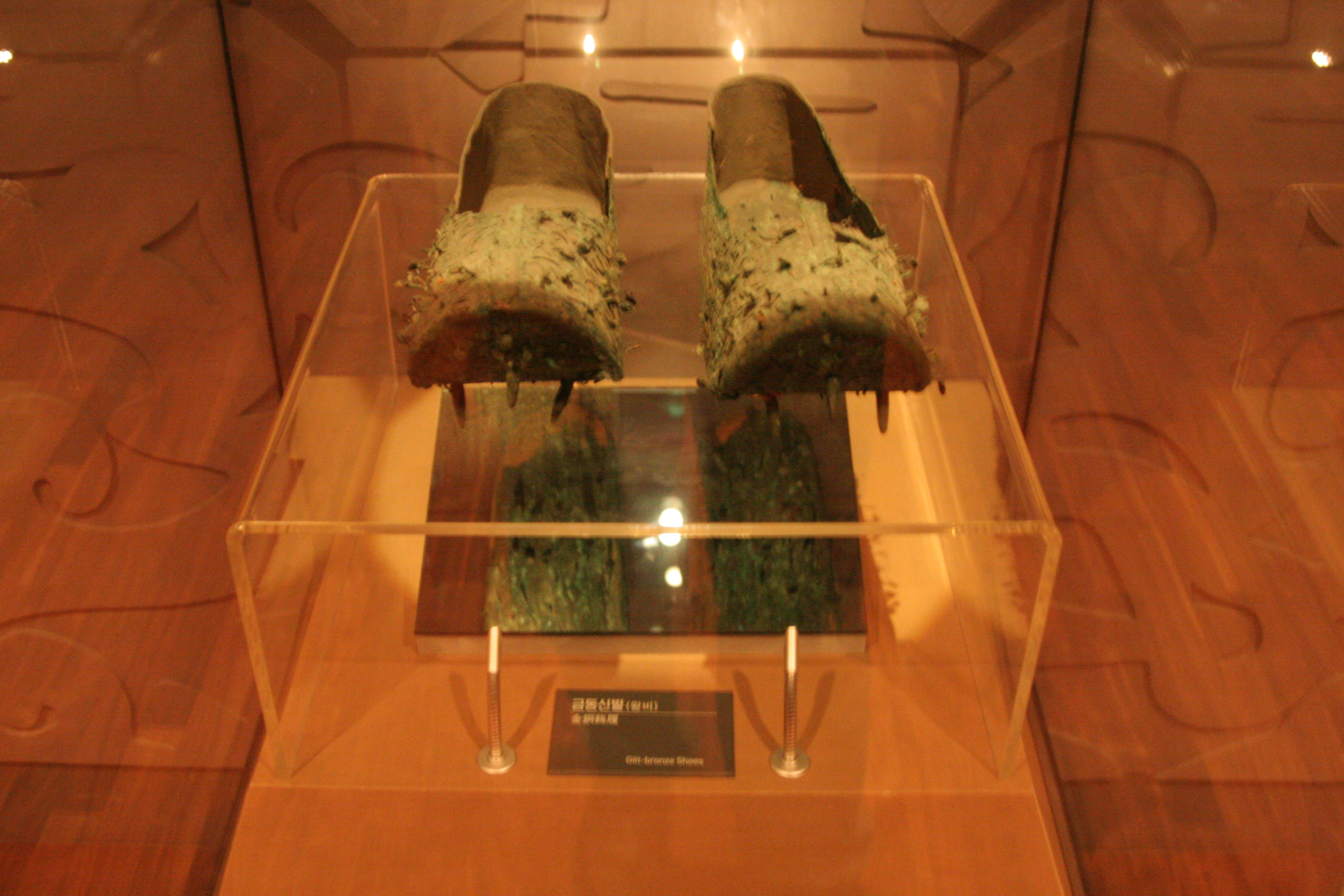
Buty
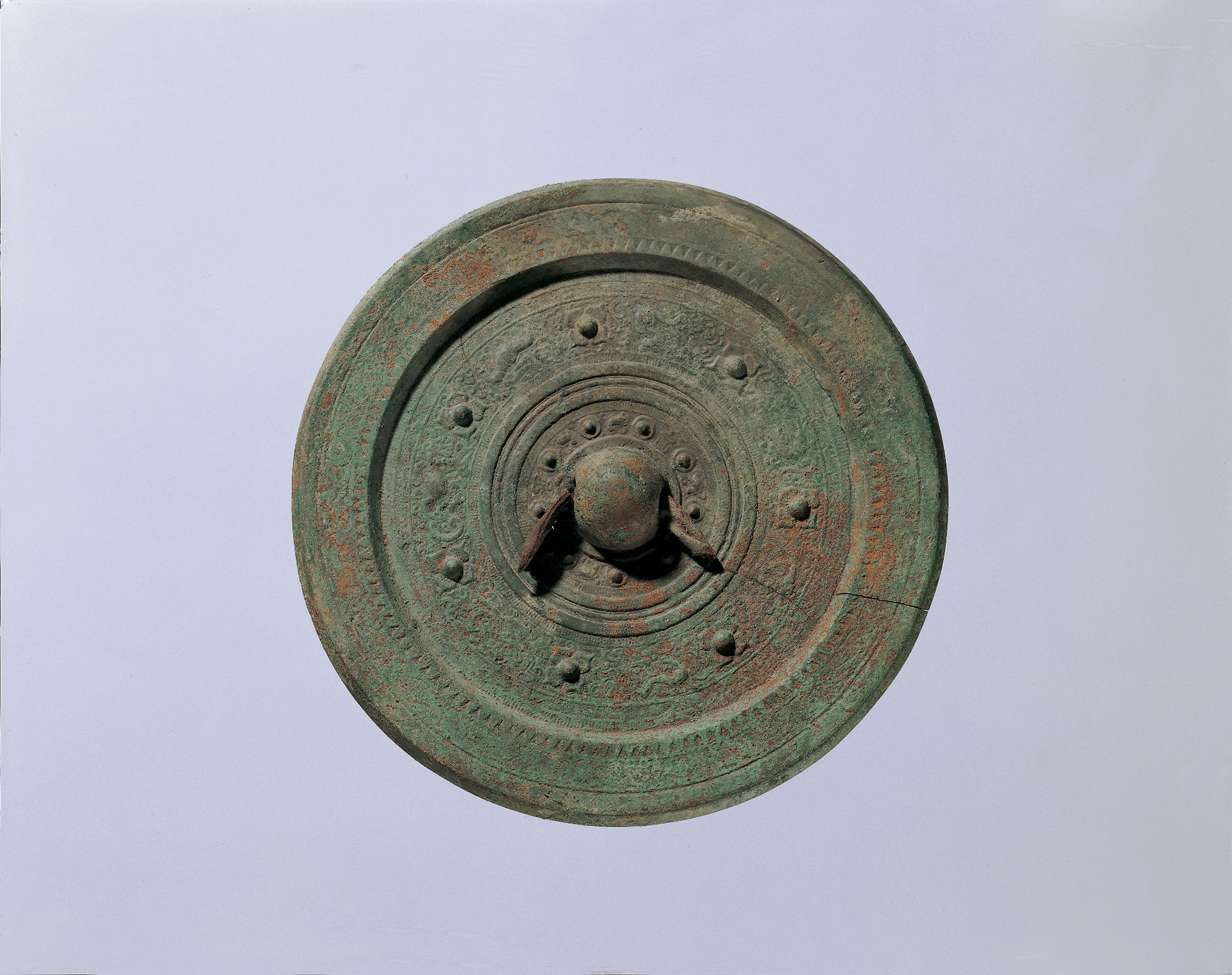
Brązowe lustro
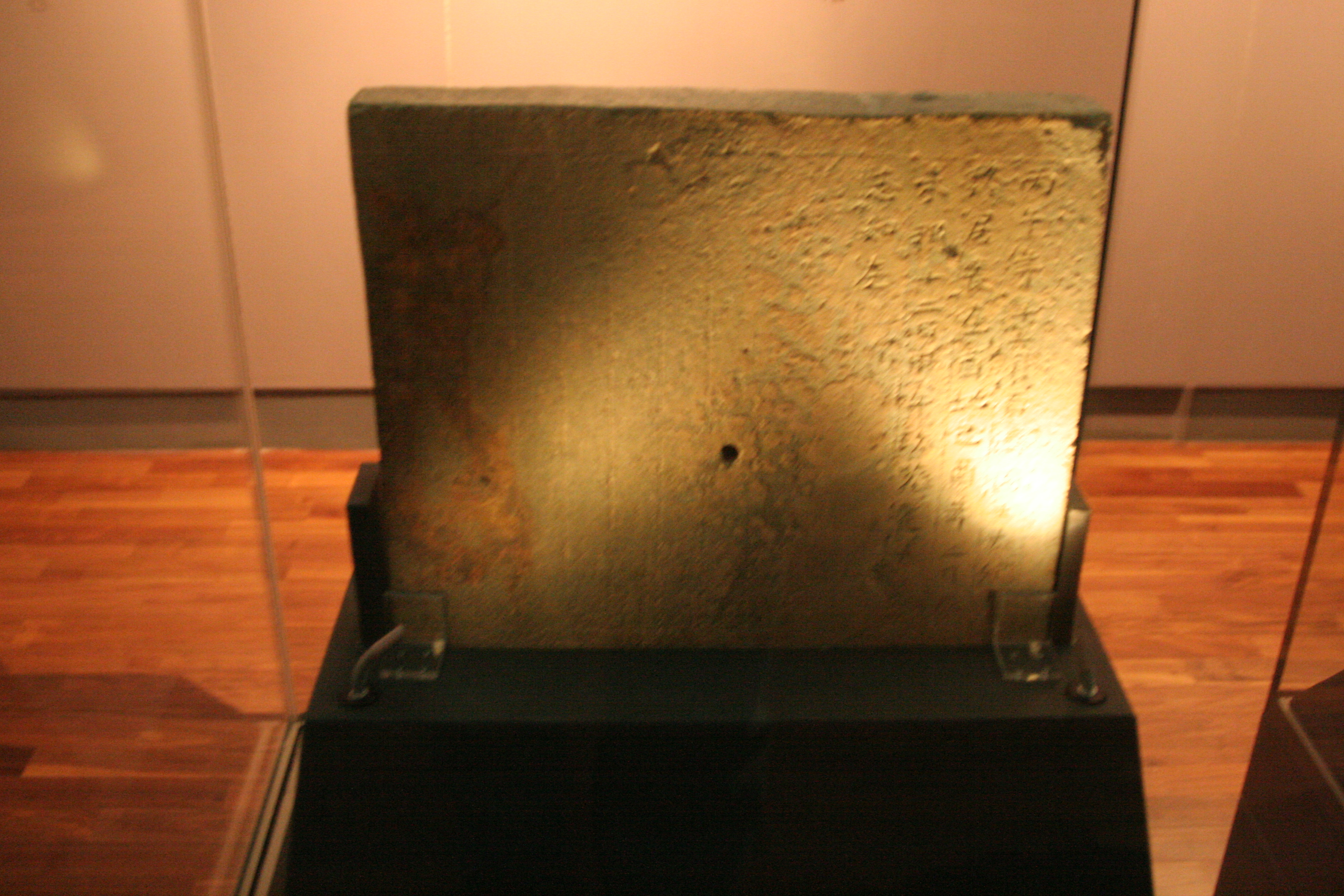
Epitafium